# Indische wilde ezel
De Indische wilde ezel (Equus hemionus khur) of khur is een ondersoort van de onager. De ondersoort wordt door de IUCN geclassificeerd als gevoelig. In 2024 waren er 7.672 wilde ezels, nadat er in 1976 nog maar 720 ezels waren.

## Beschrijving
Net als de andere ondersoorten van de onager, lijkt de Indische wilde ezel niet op de Afrikaanse wilde ezelsoorten. De vacht is over het algemeen zandkleurig, variërend van roodachtig grijs tot bleek kastanjebruin. Het dier heeft rechtopstaande, donkere manen die vanaf de achterkant van het hoofd en langs de nek lopen. De manen worden dan gevolgd door een donkerbruine streep die langs de rug loopt, tot aan de staartaanzet.

## Verspreiding en leefgebied
Het leefgebied van de Indische wilde ezel strekte zich ooit uit van westelijk India, zuidelijk Pakistan (provincies Sind en Beloetsjistan) tot Afghanistan en het zuidoosten van Iran. Anno 2024 leeft de soort alleen nog in het Indian Wild Ass Sanctuary, Kleine Rann van Kutch en de omgevende gebieden van de Grote Rann of Kutch in de Indiase deelstaat Gujarat. De Indische wilde ezel leeft vooral op zoutvlaktes (rann), droog grasland en in struikgewassen.
De populatie Indische wilde ezels is de afgelopen jaren gegroeid, en het leefgebied breidt zich uit buiten de Kleine Rann van Kutch, waar de laatst overgebleven populatie was achtergebleven. De soort breidt zich uit over de Grote Rann of Kutch en trekt ook de naastgelegen staat Rajasthan in.

## Gedrag
Indische wilde ezels grazen tussen zonsopgang en zonsondergang en ze voeden zich met gras, bladeren en vruchten van planten, gewassen, peulen van de Prosopis en zoute vegetatie.
Het is een van de snelste dieren in India, met waargenomen snelheden tot wel 70-80 km/h, waarmee het gemakkelijk een jeep kan ontlopen. 
Hengsten leven solitair of in kleine groepen van twee of drie dieren, terwijl de familiekuddes groot blijven. De paartijd valt in het regenseizoen. Wanneer een merrie loops wordt, scheidt ze zich af van de kudde met een hengst die om haar strijdt tegen rivalen. Na een paar dagen keert het paar terug naar de kudde. De merrie baart één veulen. Het mannelijke veulen speent af als het 1 à 2 jaar oud is, terwijl het vrouwtje bij de familiekudde blijft.

## Bedreigingen
Het is onbekend hoe de Indische wilde ezel verdween uit zijn vroegere leefgebieden in delen van West-India en Pakistan, omdat het dier nooit een jachtdoel was van Indiase Maharadja's en koloniale Britse ambtenaren van Brits-Indië. De Indiase Mogolkeizers en edellieden uit die tijd beleefden echter veel plezier aan de jacht, zoals keizer Jahangir in zijn boek Tuzk-e-Jahangiri. In een geïllustreerd exemplaar dat bewaard is gebleven van Akbarnama, het boek van Mogolkeizer Akbar de Grote, staat een illustratie van Akbar tijdens een jachtpartij op Indische wilde ezels, waarvan hij er verschillende heeft geschoten.
In 1958-1960 werd de wilde ezel het slachtoffer van een ziekte die bekend staat als surra, die veroorzaakt wordt door Trypanosoma evansi en overgebracht wordt door vliegen, waardoor de populatie in India drastisch afnam. In november en december 1961 werd de populatie wilde ezels gereduceerd tot slechts 870 na de uitbraak van de Zuid-Afrikaanse paardenpest.
Naast de ziekte worden de ezels ook bedreigd door de achteruitgang van hun habitat door zoutwinning, de invasie van de Prosopis juliflora struik en de aantasting en begrazing door de Maldhari. Dankzij inspanningen voor natuurbehoud sinds 1969 is de populatie gegroeid tot meer dan 4000 exemplaren.

## Bescherming
In de vorige eeuw leefde de Indische wilde ezel in de droge gebieden van Noordwest-India en West-Pakistan, waaronder Jaisalmer, Bikaner, Sind en Beloetsjistan. Vandaag de dag leeft de ezel alleen nog in de Kleine Rann, en een paar dwalen af naar de Grote Rann. Sommige bereiken aangrenzende dorpen in het district Jalore van de Indiase staat Rajasthan.
De eerste telling van de wilde ezel werd gedaan in 1940, toen er naar schatting 3.500 wilde ezels waren. Maar in 1960 was dit aantal gedaald tot slechts 362. De ezel werd toen geclassificeerd als een zeer bedreigde diersoort. In 1973 en 1976 werden de Rann van Kutch en aangrenzende districten aangewezen als gebied voor het behoud van deze ondersoort. Vanaf 1976 begon het bosdepartement met het tellen van wilde ezels. De waterputten in het gebied werden vergroot en het bosdepartement startte ook een project om percelen met voedergewassen aan te leggen, maar het bosdepartement moet nog het gewenste succes boeken. In 1976 waren er slechts 720 Indische wilde ezels, maar dankzij de inspanningen is het aantal gestaag toegenomen tot 1.989 in 1983, 2.072 in 1990, 2.839 in 1999, 4.451 in 2014, 6.082 in 2020 en 7.672 in 2024.
De laatste tijd is de Indische wilde ezel gespot net buiten Ahmedabad bij het Nal Sarovar Bird Sanctuary. Het lijkt erop dat de soort niet meer beperkt is tot het 4.953,71 km² grote gebied van de Rann, maar nu wordt aangetroffen tot aan de Kala Dungar bij Bannigraslanden in Kutch en Nal Sarovar. In de staat Gujarat komt de ezel nu ook voor in de districten Surendranagar, Rajkot, Patan, Banaskantha en Kutch. Deze populatie wilde ezels is de enige genenpool van Indische wilde ezels in de hele wereld en een van de zes geografische variëteiten of ondersoorten die op de planeet overleven.

### Herintroductieplannen
De populatie is sinds 1976 gegroeid, maar de experts waarschuwen dat langetermijntrends sterke schommelingen laten zien. Dit gebied in Kutch, Gujarat is gevoelig voor droogte door grillige moessons. De populatie wilde ezels zou plotseling kunnen afnemen als gevolg van een massale sterfte. Alleen als er geen ernstige droogte optreedt, zal de soort waarschijnlijk groeien en zich verspreiden in de Grote Rann en het aangrenzende Rajasthan, habitats die de wilde ezel in het recente verleden bewoonde.
Het rapport van de Gujarat Ecological Education and Research Foundation (GEER) heeft aanbevolen om de Tharwoestijn in Rajasthan te ontwikkelen als alternatief gebied voor de herintroductie van de Indische wilde ezel door er enkele te herintroduceren.

## Galerij

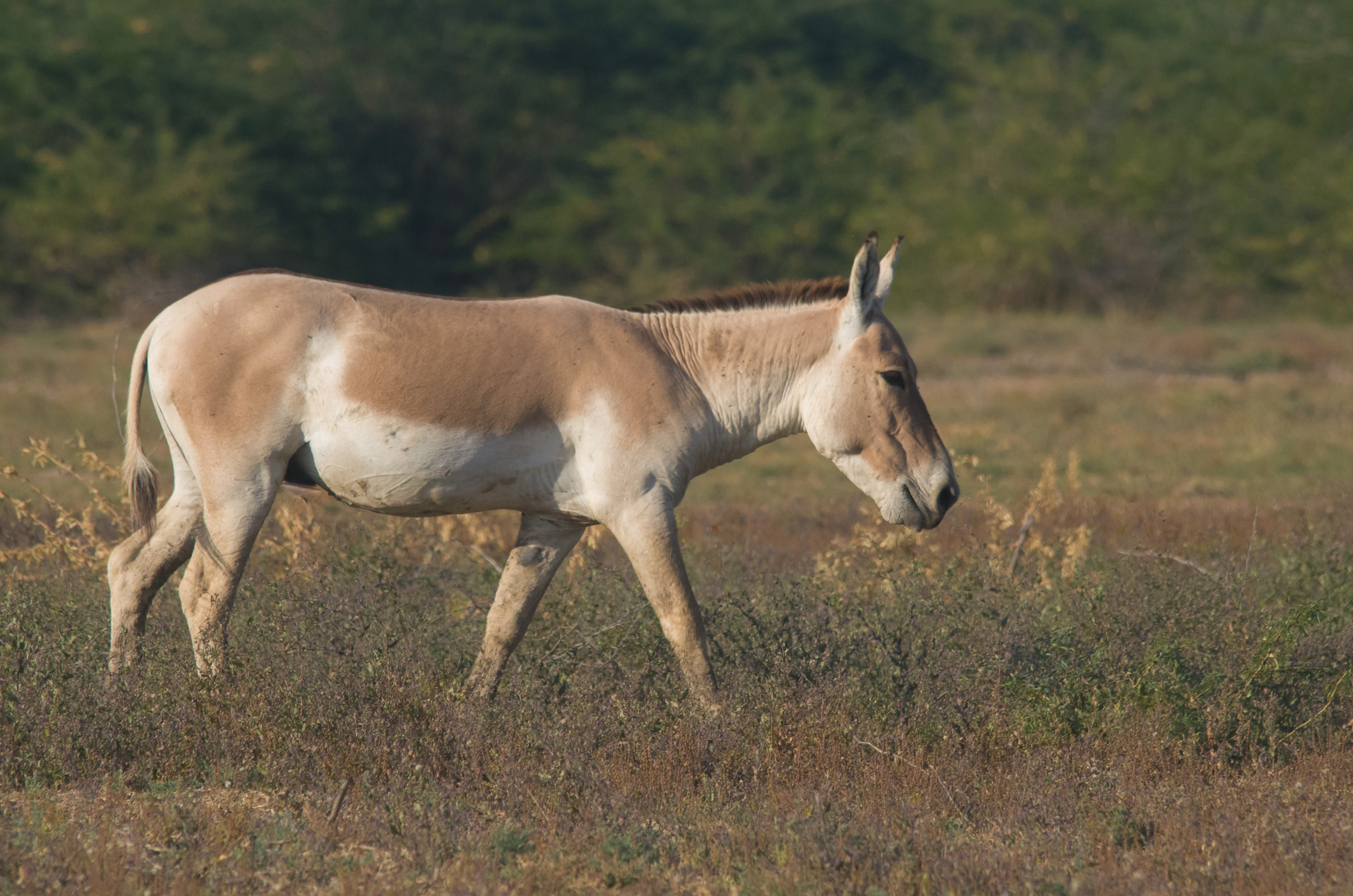
Indische wilde ezel in de Kleine Rann van Kutch
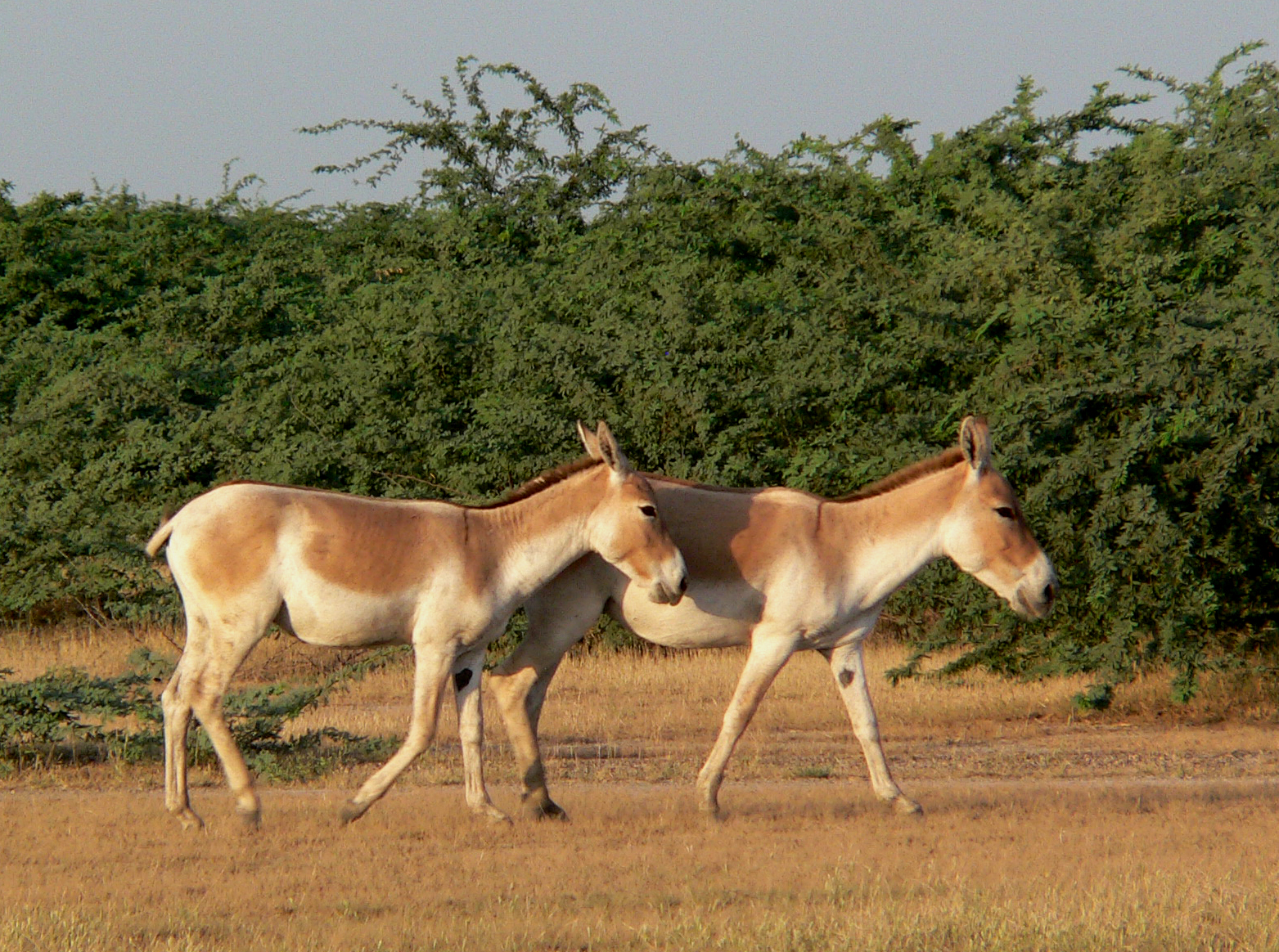
Een kleine kudde van Indische wilde ezels
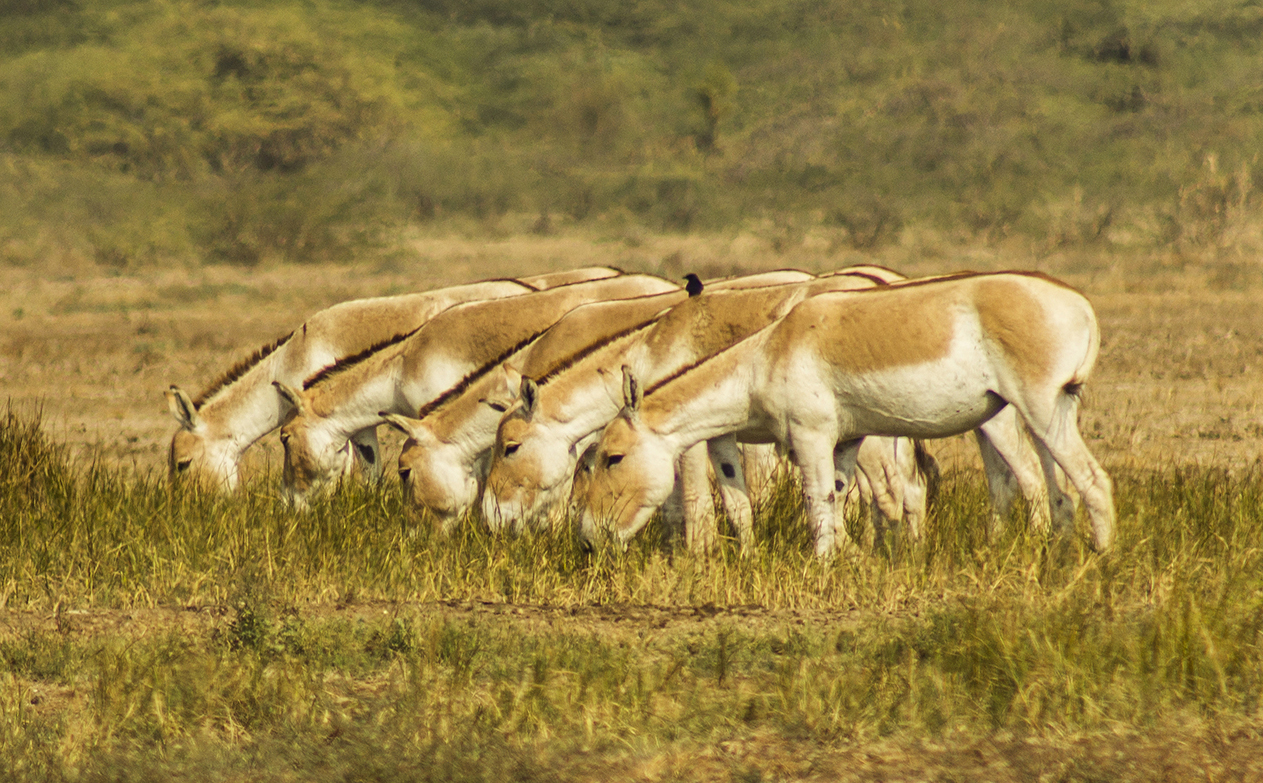
Indische wilde ezels in de Kleine Rann
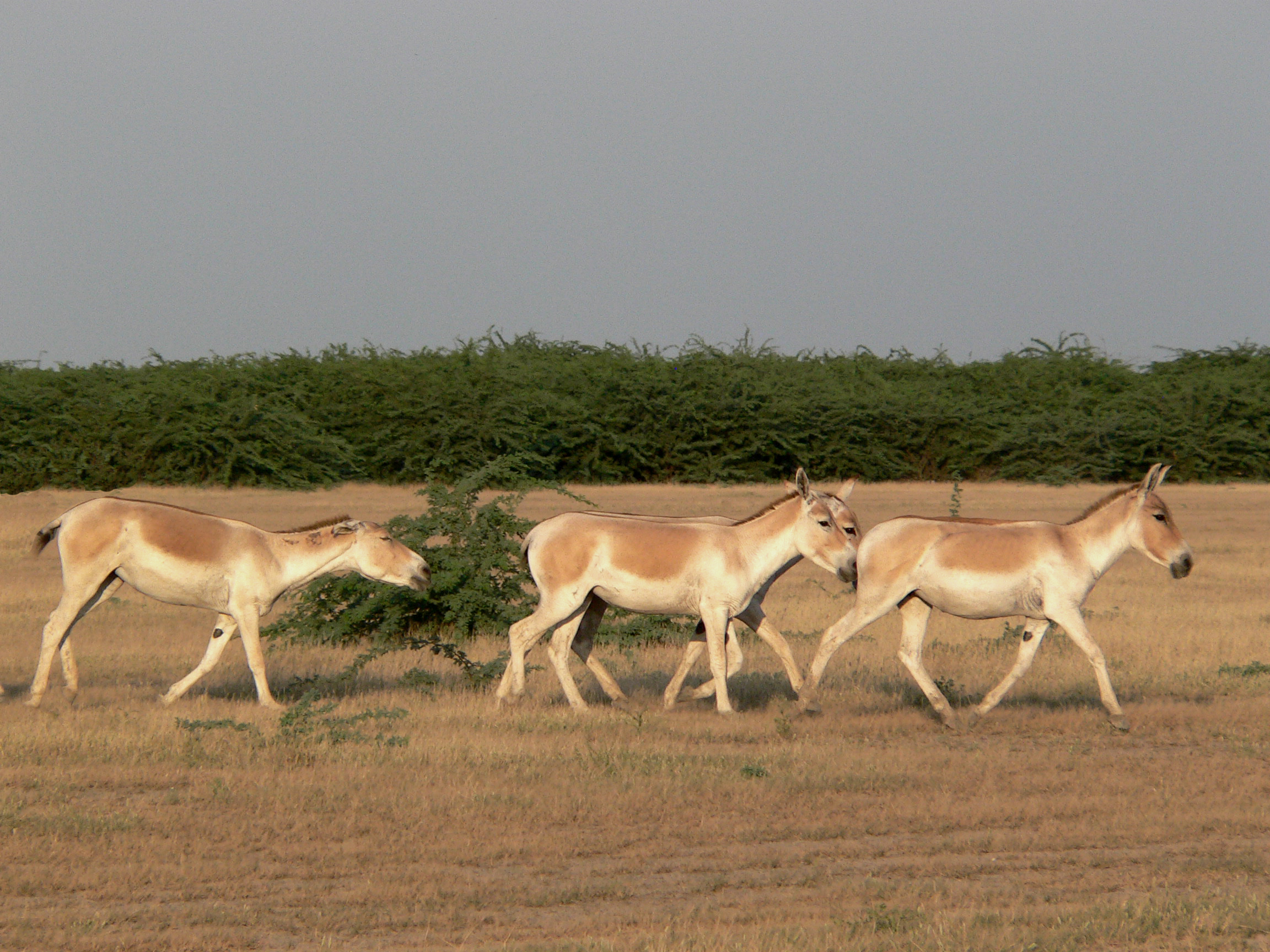
Een groep vrouwtjesezels
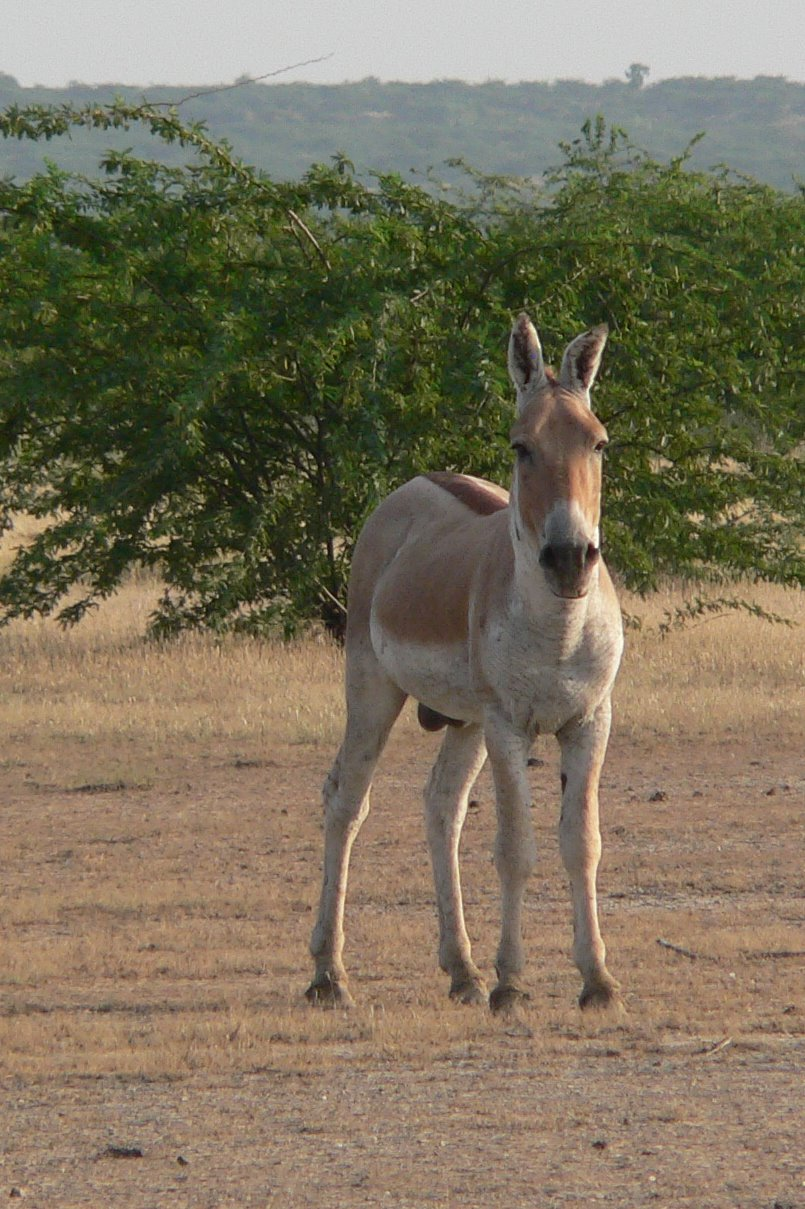
Een alfamannetje van een kudde